# 冨永純正
冨永 純正（とみなが よしまさ）は、日本の外交官。公益社団法人青年海外協力協会会長。元コンゴ民主共和国大使（非常駐のコンゴ共和国大使も兼轄）。長崎県佐世保市生まれ。水泳指導担当の青年海外協力隊員から外務省に入省し、大使にまで登り詰めたという異色の経歴を持つ。

## 来歴
- 長崎県立佐世保南高等学校卒業[2]。
- 1973年（昭和48年）3月-福岡大学体育学部卒業[2]。
  - 10月-青年海外協力隊として、モロッコに派遣[2]。
- 1976年（昭和51年）-青年海外協力隊事務局の留学生としてエクソンプロバンス大学で学ぶ[2]。
- 1981年（昭和56年）-外務省入省[1]。
- 2011年1月-モロッコ大使館参事官[3]。
  - 9月-コンゴ民主共和国大使[3]。コンゴ共和国大使（非常駐）を兼轄[4]。
- 2014年4月15日-大使館の事務員による公金横領・放火事件にて厳重訓戒処分を受けた後に、辞職[4]
- 2014年7月1日-公益社団法人青年海外協力協会参与[5]
- 同年 - 公益社団法人青年海外協力協会会長・代表理事

## 同期
- 兼原信克（14年国家安全保障局次長兼務・12年内閣官房副長官補）
- 泉裕泰（19年日本台湾交流協会台北事務所長・17年バングラデシュ大使）
- 上月豊久（15年ロシア大使）
- 岡村善文（19年OECD大使・17年人権人道担当大使）
- 山田彰（17年ブラジル大使・14年メキシコ大使）
- 上村司（21年日本国政府代表（中東和平担当特使）、17年サウジアラビア大使）
- 佐藤地（17年駐ハンガリー大使・15年ユネスコ大使）
- 側嶋秀展（19年ミクロネシア大使・16年ザンビア大使）
- 香川剛廣（18年国際貿易・経済担当大使・15年エジプト大使）
- 石兼公博（19年国連大使・17年カナダ大使）
- 高岡正人（19年クウェート大使・16年モンゴル大使・13年シドニー総領事・12年イラク大使）
- 高木昌弘（21年駐ドミニカ共和国大使・20年クリチバ総領事）
- 冨田浩司（21年駐米大使・19年韓国大使・15年イスラエル大使）
- 川村裕（24年依願免職・20年ノルウェー大使・18年沖縄大使・14年コートジボワール兼トーゴ兼ニジェール大使）
- 川村泰久（19年カナダ大使）
- 嘉治美佐子（19年クロアチア大使・14-17年ジュネーヴ代表部大使）
- 宮島昭夫（20年ポーランド大使・17年トルコ大使）
- 重枝豊英（15年リトアニア大使）
- 石井哲也（17年トンガ大使）
- 岡田誠司（20年バチカン大使・17年南スーダン大使）
- 奥克彦（イラク日本人外交官射殺事件犠牲者[6]、03年殉職のため大使の称号付与）
- 伊藤光子（15年世界の子どもにワクチンを日本委員会事務局長）
- 福嶌教輝（21年駐メキシコ大使・15年駐アルゼンチン大使）
- 福嶌香代子（19年ナッシュビル総領事）